# 喝眼淚的鳥
《喝眼淚的鳥》（： Nunmureul masineun sae */?；简称： Nunmasae */?），韓國奇幻小說家李榮道的作品。當中以韩語的概念創造出的新的奇幻故事種族如「雷空」和「那迦」等，取代了西方奇幻小說常見的精灵等種族。

## 出版
小說原連載於韓國互聯網討論區 Hitel，也是李榮道是一直沿用作發表小說的討論區。 中譯本故事共分成五冊：
- 第I冊: 《摘取心臟的那迦》
- 第II冊：《睜開眼睛的櫳》
- 第III冊: 《北方之王》
- 第IV冊: 《生靈焚盡》
- 第V冊: 《天與地》

## 主要角色
凱肯・德拉卡（： Keigeon deuraka */?）
種族：人類
救援隊的「響導」，在基布倫森林的境界線附近捕食那迦維生。
皮西恩・史拉寶（： Bihyeong seurabeul */?）
種族：妖族
救援隊的「幻術師」，為千面世城城主帕烏城主的貼身待衛，熱愛自己工作的青年。
提那翰（： Tinahan */?）
種族：雷空
救援隊的「對抗者」。以登上天魚背上遺跡作為畢生目標的雷空。
倫恩・佩伊（： Ryun pei */?）
種族：那迦
取代了救援隊原目標的那迦。被視為因「摘取恐懼症」而逃離了心臟摘取儀式的那迦。
莎茉・佩伊（： Samo pei */?）
種族：那迦
佩伊家的女那迦，深受哈敦格拉朱男那迦所傾慕的女那迦，卻因此受到其他女那迦所妒忌。亦因此被選為「追殺者」執行「修齋 - 泰 - 胥克多」（追殺者指名權），追殺被視為殺害法里特・瑪吉羅的兇手倫恩・佩伊。

## 種族
喝眼淚的鳥故事中設定了四個「被神祇選中的種族」，亦統稱為「智慧生靈」，分別為人類、那迦、雷空和妖族。除了人類以外，其他種族均由李榮道所創作出來，那迦和妖族的名稱分別源自印度和韓國傳說。
每個種族有屬於他們的神祇，並各自掌控構成世界的四大元素 ——風、水、火、土。而祂們也各自給予了各種族不同的「禮物」。
人類
神祇為 「無所在之神」（朝鲜:어디에도 打 신），元素是風，風來了又走，但是從不留在一個地方。 他的禮物是 美姬（나늬），一個可以讓四個種族眼𥚃都視為美的女性。
那迦
女神為「無足跡女神」（大韩:발자국 打 여신）. 她的元素是水；水不會留下足跡。 她的禮物是她的名字，其守護者（男性那迦祭司）可以和女神溝通。
妖族
神祇為「自戕之神」（大韩:자신을 죽이는 신），元素為火，禮物是贈與妖族自由控制妖火的能力。妖族靈肉的死亡是分開的，即為「死亡兩次者」，每個妖族都是很棒的摔角手。
雷空
女神是「至低女神」（大韩:모든 이보다 낮은 여신）. 她的元素是土地，其禮物是「星鋼」，從「終極打鐵作坊」中打造出能夠使用一千生的武器。

## 動物
櫳 （大韩;용 Yong）
世上最強的生命體。既是植物又是動物。利用孢子繁殖、不吃食物等方面接近植物，但活動性則與動物相仿。
黑獅子（大韩;흑사자 Heuksaja）
被那迦滅種的生物。它的毛皮會自行發熱。古雅拉吉特王室以黑獅子作為他們的象徵。
天魚（大韩;하늘치 Haneulchi）
亮無目的在天上游來游去的巨大生命體，背上有詳情不明的神秘遺跡。
甲蟲（大韩;딱정벌레 Ttakjeongbeolle）
妖族飼養的騎乘用飛行動物。牠們可以長到幾尺長，能夠搭載兩個成年智慧生靈（不過雷空只能搭載一個）。牠們能以觸角透過「手語」來和妖族溝通，但始終無法得知不能靠近天魚的原因。
大鵰 （大韩; 왕독수리 Wangdoksuri） 
巨虎（大韩;대호 Daehu）

## 影響
- 「群靈者」的概念被韓國webtoon作家尹炫晳化用到其作品DICE骰子之中。[1]

## 外部連結
- 《喝眼淚的鳥》春天出版社簡介